# Falsovelleda congolensis
Falsovelleda congolensis là một loài bọ cánh cứng trong họ Cerambycidae.